# Casa de Câmara e Cadeia de Mariana
Casa de Câmara e Cadeia de Mariana é um edifício histórico do município brasileiro de Mariana.

## Histórico
Fundada em 1711, a Câmara de Mariana é a mais antiga de Minas Gerais. Findada a guerra dos Emboabas, o governador Antônio de Albuquerque Coelho de Carvalho cria as primeiras vilas com o intuito de conseguir um maior controle da região mineradora. Em 1711, o arraial de Nossa Senhora do Carmo já possui uma população numerosa, fato que justifica ascensão da paróquia à posição de vila.
Segundo a historiadora Maria do Carmo Pires, ao erguer uma vila a primeira providência a se tomar é a determinação do seu termo: “Ou seja, da área do novo município e a delimitação do rossio, terreno público administrado pela Câmara, segundo as Ordenações do Reino”. Outras reivindicações da instituição do poder local são “a construção de um lugar para funcionamento da Câmara e cadeia, a ereção do pelourinho, símbolo da justiça e a autonomia do município, além da conservação da igreja matriz”.
Apenas na segunda metade do século XVIII começaram a ser construídos os prédios da Casa de Câmara e Cadeia, e das igrejas das ordens terceiras, de São Francisco de Assis e de Nossa Senhora do Carmo. Assim, a primeira Casa de Câmara de Minas Gerais funcionou, provisoriamente, na casa do primeiro Juiz da Câmara, Pedro Frasão, na primitiva Rua Direita, atual Rosário Velho.
No dia 4 de abril de 1711 convoca-se a junta para se fazer a eleição da nova Câmara de Vila do Carmo. No dia 4 de julho ocorre a eleição e no dia seguinte tomam posse os eleitos. A Câmara de Vila do Carmo recebe a concessão dos privilégios da Câmara do Porto e o título de Leal Vila

## A edificação

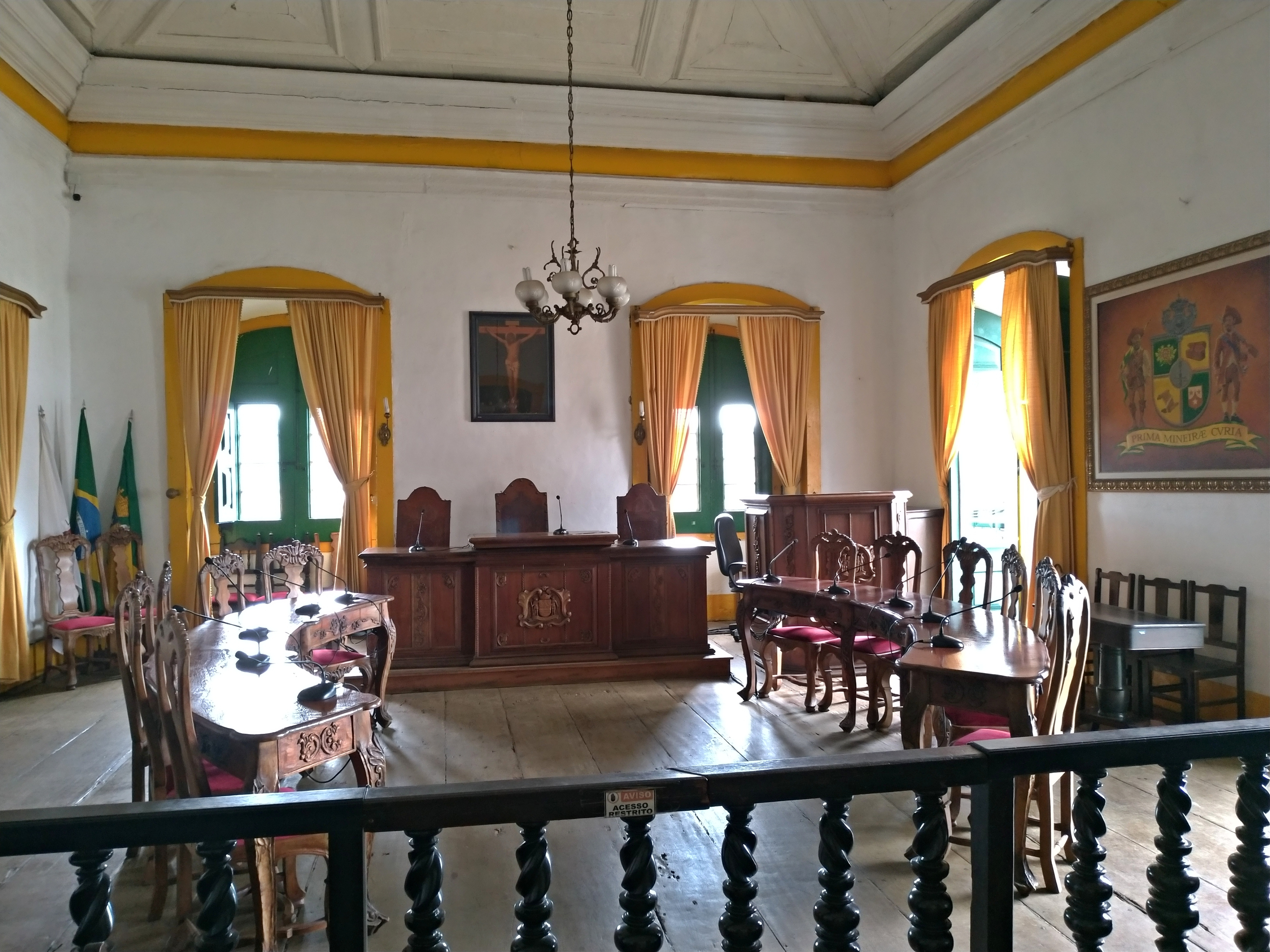
Plenário da Câmara Municipal de Mariana, no interior da edificação.

O projeto de construção Casa de Câmara e Cadeia de Mariana é de 1762 e possui autoria de José Pereira dos Santos. Em 1768 iniciou-se a obra de construção desse imponente prédio, localizado onde é hoje a Praça Minas Gerais. A sua construção demorou 30 anos e esteve sob a responsabilidade do mestre José Pereira Arouca.
Arouca reedificou, em 1793, no terreno que se localiza na parte de trás da Casa de Câmara e Cadeia, a capelinha da irmandade do Senhor dos Passos. Essa capela, que foi demolida entre 1782 e 1792, existiu de frente à cadeia velha, próxima ao largo da Sé.

## Acervo histórico
Grande parte da documentação da Câmara de Mariana está preservada e se encontra dividida entre o Arquivo Público Mineiro e o Arquivo Histórico sob a responsabilidade do curso de história da Universidade Federal de Ouro Preto.